# Bangor Erris
Pour les articles homonymes, voir Bangor et Erris.
Bangor Erris (en irlandais : Beannchar) est une ville de la paroisse de Kiltane, baronnie d'Erris, dans le comté de Mayo, avec une population de 500 habitants. Située sur les rives de la rivière Owenmore, c'est aussi la porte pour rejoindre la péninsule d'Erris, reliant Belmullet avec Ballina et Westport. Elle est nichée au pied du « Bangor Trail », un sentier de montagne de 35 km à travers le Nephin Beg (irlandais : Néifinn Bheag) Mountain Range vers Newport. À seulement 2 km de là se trouve le lac de Carrowmore, (Loch na Ceathrú Móire). Bangor est un lieu de pêche du saumon sauvage de l'Atlantique et de la truite de mer. À l'ouest de Bangor, se trouvent les villes de Belmullet, Geesala, Mulranny, Westport et Doolough.

## Histoire

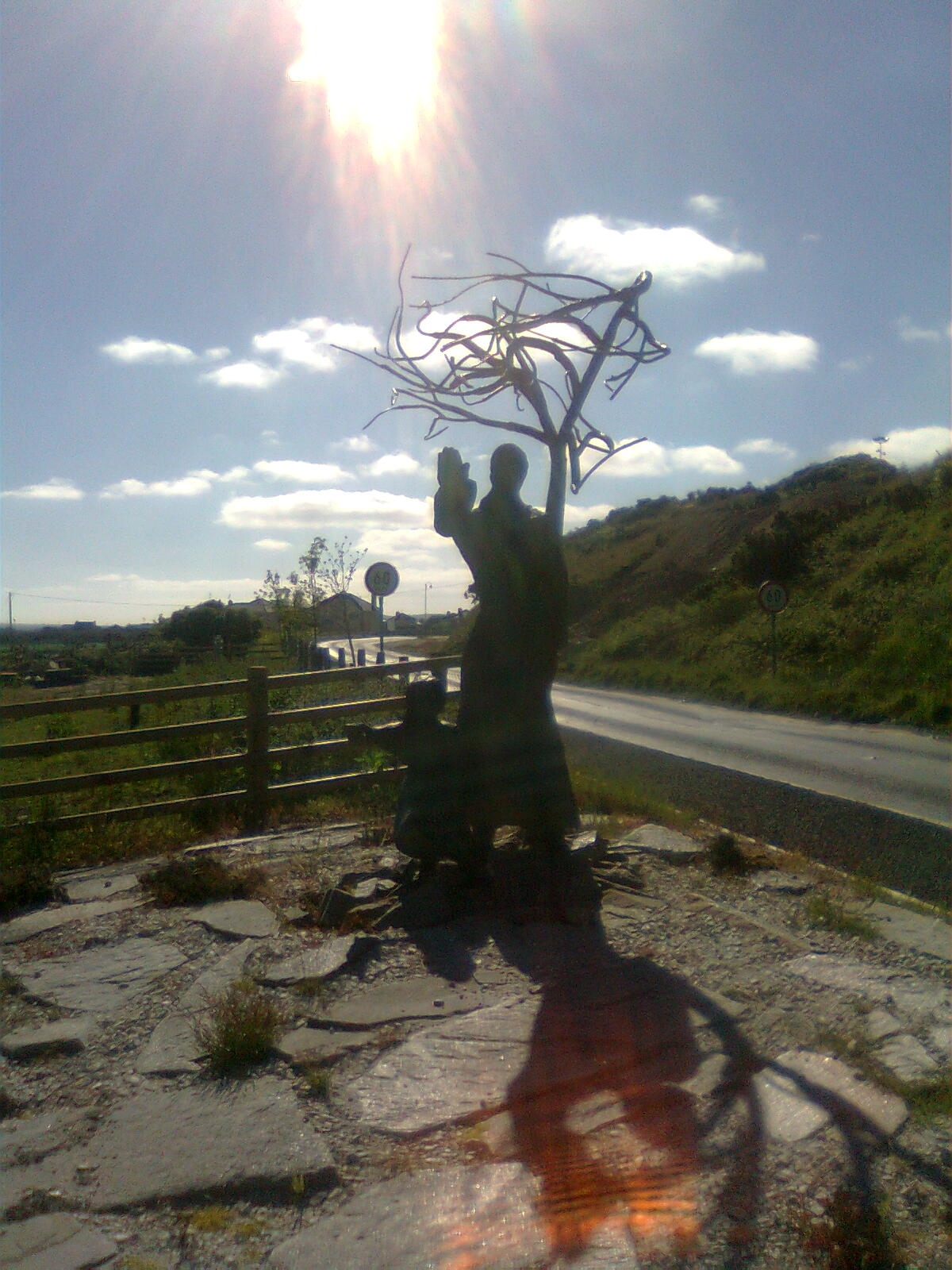
Sculpture à l'est du village de Bangor.

Pas très loin de Bangor Erris, au fort de Rathmorgan, à côté du lac de Carrowmore, se situe la légende de l'Ulster Cycle. Appelée Táin Bó Flidhais, cette légende raconte l'attaque d'un château aux environs du Ier siècle.
Le premier nom de Bangor était Doire Choinadaigh (Kennedy's Wood), un nom trouvé sur une carte de 1724 - 1829. L'endroit s'appelle aussi 'Coineadach', d'après John O'Donovan, dans le registre des noms de l'Ordnance Survey de 1838. En 1802, quand James McPartlan (Statistical Survey p. 159) a décrit le territoire, il appelait le village 'Cahal' et notait que des foires avaient lieu régulièrement. Localement, le village était appelé 'Aonach Cathail', à cause d'un riche acheteur qui venait souvent les jours de foire. Le nom de 'Bangor' a été donné au village par le Major Denis Bingham qui a fondé la ville de Bangor Erris.
La ville de Bangor a été implantée par Bingham à l'intersection de deux axes qui existaient déjà au milieu du XVIIIe siècle. L'un allait de Carne (Péninsule de Mullet) à Castlebar et l'autre d'Inver (Kilcommon) à Newport. En 1793, les assises du comté imposent leur réparation.
Le Major Bingham interdit la distillation de l'alcool. En réalité, la création de la police locale lui a servi de protection personnelle dans sa maison, Bingham Lodge, à l'ouest de la ville.

## Transports
La ligne de bus Éireann 446 relie Bangor Erris à Bellacorick, Crossmolina et Ballina. Dans le sens inverse, elle va à Belmullet et à la péninsule de Mullet. Le service fonctionne une fois par jour dans chaque direction, même le dimanche. Ballina dispose du train et du bus.

## Économie

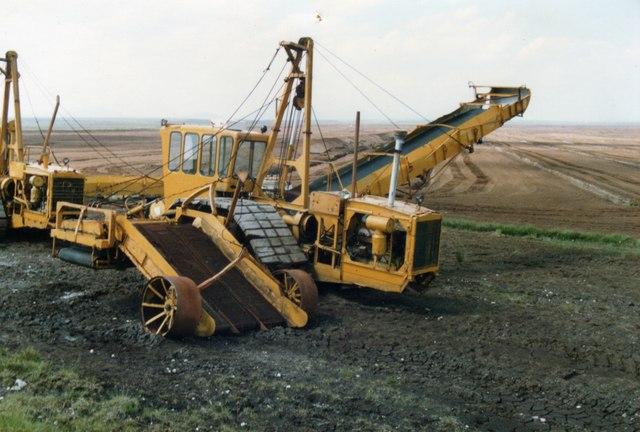
Extraction de tourbe.

La localité produit de la tourbe mécaniquement au creux de la vallée. Cette tourbe a autrefois alimenté une centrale électrique.

## Services

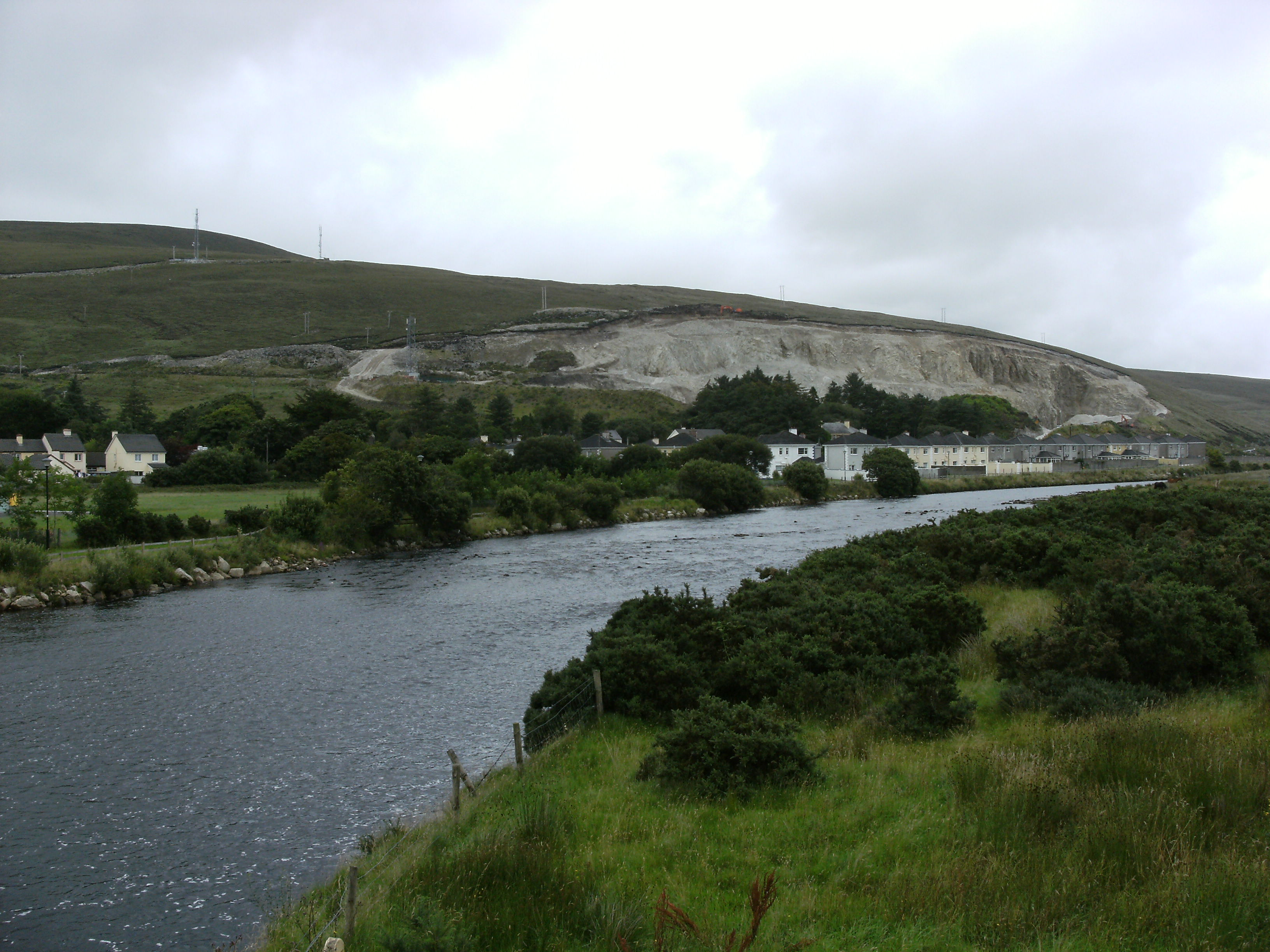
Village de Bangor Erris.

Bangor dispose de plusieurs lieux ouverts au public : Talk Of The Town, propriété de Kevin Campbel, la Taverne de Kiltane, le Weswt End Bar.
On y trouve également deux supermarchés, un libraire et un magasin informatique.

## Sports
Natation, football sont pratiqués localement.

## Personnalités
- Johnny Carey, footballeur irlandais.